# Telescopio GoTo

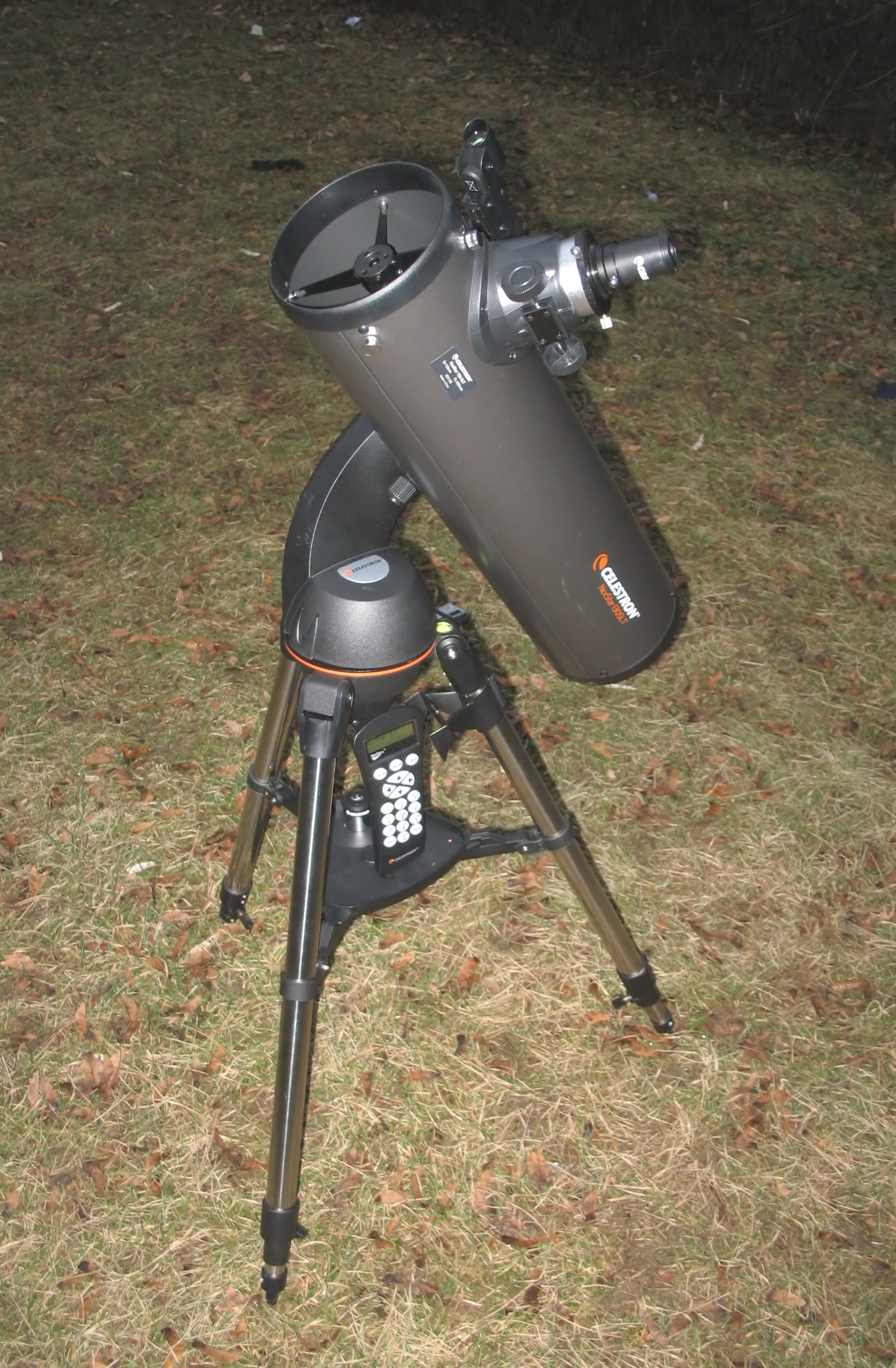
Un telescopio GoTo sobre una montura altoazimutal. Obsérvese el teclado, situado en la plataforma colocada entre las patas del trípode, que es el control manual. Las baterías están colocadas en el compartimento circular ubicado sobre el trípode. En esta imagen, aparece justo sobre el control manual.

En astronomía para aficionados, el término GoTo ("ir a" en inglés) se refiere a un tipo de montura de telescopio y a los programas informáticos relacionados, que pueden apuntar automáticamente un telescopio a un objeto astronómico que el usuario seleccione. Los dos ejes de una montura GoTo son accionados por motores y su movimiento es controlado por un ordenador, que puede ser un controlador integrado basado en un microprocesador o una computadora personal externa.
Esta disposición contrasta con el seguimiento semiautomático tradicionalmente utilizado con las monturas ecuatoriales, en las que un solo eje es arrastrado uniformemente por un mecanismo de relojería.
El usuario puede ordenar al soporte que apunte el telescopio a unas determinadas coordenadas celestes introducidas manualmente, o directamente a los objetos preprogramados contenidos en una base de datos, incluidos los del Catálogo Messier, el Nuevo Catálogo General e incluso los cuerpos principales del sistema solar (el Sol, la Luna y los planetas).
  
Al igual que una montura ecuatorial estándar, los montajes GoTo ecuatoriales pueden seguir el cielo nocturno manejando el eje de la ascensión recta. Dado que los dos ejes están controlados por ordenador, la tecnología GoTo también permite a los fabricantes de telescopios agregar el seguimiento ecuatorial a una montura altazimutal, mecánicamente más simple.

## Cómo funciona un montajeGoTo
Los montajes GoTo deben estar prealineados antes de su uso. Cuando está encendido, el sistema puede solicitar la latitud, longitud, hora y fecha de la localización del usuario. También puede obtener estos datos de un receptor GPS conectado al telescopio o integrado en el mismo telescopio, y el controlador del sistema puede tener su propio reloj en tiempo real.

### Monturas altacimutales
Los montajes altacimutales GoTo deben alinearse con una "estrella de alineación" conocida, que el usuario centrará en el ocular. A partir del tiempo y la ubicación introducidos, y de la altitud y acimut de la estrella, la montura del telescopio conocerá su orientación hacia todo el cielo y luego podrá encontrar cualquier objeto.
Para fines de precisión, se puede usar una segunda estrella de alineación, lo más lejos posible de la primera, y si es posible, cerca del objeto a observar. Esto se debe a que la montura podría no estar nivelada con el suelo; esto hará que el telescopio apunte con precisión a objetos cercanos a la estrella de alineación inicial, pero con menos precisión para un objeto del otro lado del cielo.
Una razón adicional para usar dos estrellas de alineación es que la información de tiempo y ubicación introducida por el usuario puede no ser precisa. Por ejemplo, una imprecisión de un grado en la latitud o una inexactitud de 4 minutos en el tiempo puede hacer que el telescopio apunte un grado lejos del objetivo del usuario.
Cuando el usuario selecciona un objeto de la base de datos del montaje, la altitud y el azimut del objeto se calcularán a partir de su ascensión recta y declinación. A continuación, la montura moverá el telescopio a esa altitud y acimut y rastreará el objeto para que permanezca en el campo de visión a pesar de la rotación de la Tierra.

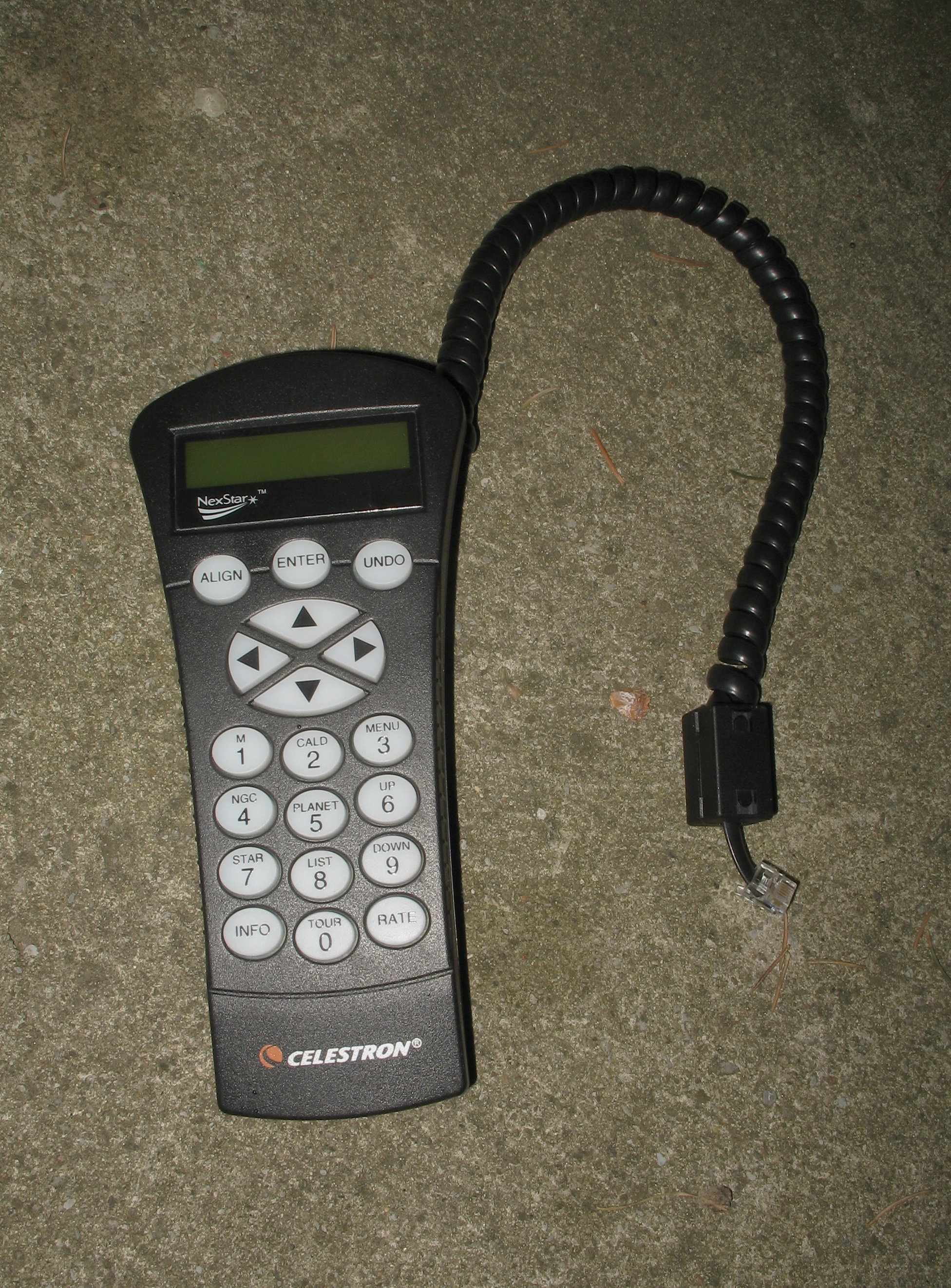
Control manual desconectado de una montura de telescopio GoTo. Los botones de flecha grandes se utilizan para girar el telescopio. Debajo de estos, los botones numéricos se usan tanto para introducir información como para seleccionar de qué catálogo elegir objetos.

Cuando se trata de astrofotografía, se debe usar un motor adicional para rotar la cámara para que coincida con el campo de visión de las fotografías de exposición prolongada.

### Monturas ecuatoriales
Para un soporte de telescopio GoTo ecuatorial, el usuario debe alinear el montaje a mano con el polo norte celeste o el polo sur celeste. Suponiendo que el usuario es preciso en la alineación, el soporte apunta el telescopio hacia una estrella brillante, pidiéndole al usuario que la centre en el ocular. Como ya se conoce la correcta ascensión y declinación recta de la estrella, la distancia desde la que el usuario considera el polo celeste y el polo real puede deducirse aproximadamente. Usar otra estrella de referencia puede mejorar aún más la precisión de la alineación.
Después de la alineación, la montura del telescopio calcula su orientación con respecto al cielo nocturno y podrá señalar cualquier coordenada fijada por su ascensión recta y suvdeclinación.
Cuando el usuario selecciona un objeto para ser observado, el programa informático del montaje busca la ascensión y la declinación recta del objeto y se mueve a esas coordenadas. Para rastrear el objeto de manera que permanezca en el ocular a pesar de la rotación de la Tierra, los motores solo necesitan rotar el eje de la ascensión recta.